# Can Galceran (Calella)
Can Galceran és un monument protegit com a bé cultural d'interès local del municipi de Calella (Maresme). Els dos noms de la casa tenen origen a la figura d'Albert Giol i Galceran (1858-1945), investigador i estudiós de la vila de Calella. Els seus pares es deien Salvador Giol i Carreras i Caterina Galceran i Pla. Al cap de dinou anys, morta la pubilla de Can Galceran, el patrimoni passà a la casa pairal materna: casa Galceran, que tenia propietats als afores, a la banda de la riera. Avui l'interior de la casa és buit i només s'utilitza la planta baixa, que ha estat adaptada per a un bar.
Edifici de planta baixa, pis i golfes. Té la teulada a quatre vessants, encara que avui ha quedat malparada amb les construccions veïnes. La finestra principal de sobre el portal no té columneta, però conserva un capitell adherit a la llinda. La que està situada a mà esquerra d'aquesta última, presenta balcó i està rodejada de motllura. No té decoració gòtica. El portal és rodó i adovellat (20 dovelles). A sobre del portal, i a l'altura de les golfes, hi ha un matacà. L'obra és de pedra utilitzant carreus.